# Riu Poddle
El Poddle (en irlandès: An Poitéal) és un riu de Dublín, la capital d'Irlanda. És un afluent del riu Liffey, al qual s'uneix en el centre de Dublín fins a la seva desembocadura a la badia de Dublín, al Mar d'Irlanda.

## Curs
El Poddle neix a l'àrea de Cookstown, al nord-oest de Tallaght (comtat de Dublín). Al seu inici corre en direcció Est a través de Tymon North (en aquest tram és conegut com a riu Tymon), per a continuació seguir direcció nord-est cap a Kimmage. A Kimmage el Poddle va rebre durant més de 700 anys un aportament d'aigua derivada des del riu Dodder fins a la seva interrupció per les autoritats de Dublín a finals del segle xx.
A partir d'aquí el Poddle es divideix en dos, amb un canal artificial dirigint-se a Dolphin's Barn per a posteriorment tornar a unir-se al curs natural del riu. Ja en el seu últim tram el Poddle és conduït sota terra a través d'una construcció amb volta de maó que corre per sota el castell de Dublín i la part Sud del centre de la ciutat fins a la seva desembocadura al Liffey. Encara que l'accés està restringit, aquest tram subterrani és accessible a peu.

## El nom de Dublín
Antigament va existir a la confluència dels rius Poddle i Liffey (més a l'Est de la seva localització actual) un toll amb aigües fosques; aquest va rebre el nom irlandès de dubh linn. El nom de la ciutat de Dublín és una anglificació de dubh linn.